# تكامل الفنون
تكامل الفنون هو مصطلح ينطبق على منهج تدريس وتعلم يستخدم الفنون الجميلة والتعبيرية كمسارات رئيسة للتعلم. يختلف تكامل الفنون عن تعلم الفنون التقليدية حيث يدخل ضمن نظام الفنون والمواد التقليدية كجزء من التعلم (على سبيل المثال، استخدام مهارات الدراما الارتجالية لمعرفة المزيد عن الصراع في الكتابة.) والهدف من تكامل الفنون هو زيادة المعرفة بمجال الموضوعات العامة بالتزامن مع تشجيع التفاهم وتقدير الفنون الجميلة والتعبيرية. عرف مركز جون إف كينيدي (John F. Kennedy) تكامل الفنون على أنه «منهج للتعليم يقوم الطلاب فيه ببناء وإظهار التفاهم من خلال فهم شكل من أشكال الفن. ويشارك الطلاب في العملية الإبداعية التي تربط شكل الفن وغيره من الموضوعات بتلبية الأهداف المتطورة في كليهما».

## تاريخ تعليم الفنون وتكامل الفنون
يرتبط تكامل الفنون بـ تعليم الفنون في المدارس. حيث اكتسب تعليم الفنون، خلال تواجده بأشكال مختلفة في القرن التاسع عشر، شعبية كجزء من نظرية التعليم التقدمي لـ جون ديوي (John Dewey). وكان أول ناشر يصف التفاعل السلس بين الفنون وغيرها من موضوعات (تكامل الفنون) التي تُدرس في المدارس الأمريكية هو ليون وينسلو (Leon Winslow) البرنامج المتكامل للفن المدرسي عام (1939). وانحسر دور تعليم الفنون، فيما تبقى من القرن العشرين، في المدارس الحكومية وازداد مع الميول السياسي للبلاد والرفاهية المالية.
ووفقًا لما قاله ليورا برسل (Liora Bresler)، خلال فترة السبعينيات والثمانينيات من القرن العشرين، إن هناك اثنين من المؤيدين البارزين لتكامل الفنون هما: هاري برودي (Harry Broudy) وإليوت إيسنر (Elliot Eisner). أخذ برودي يدافع عن الفنون على أساس تعزيز التخيل. حيث راى برودي التخيل كعنصر أساسي للتعليم ينبغي مراعاته في المدارس ودافع عن تكامل التربية الجمالية في جميع المواد المتعلقة بعمله، الرعاية المستنيرة (Enlightened Cherishing). ومن ثم، تقفى إيسنر أثر برودي، مشيرًا إلى أن الفنون كانت مهمة للأنواع المختلفة من الاستعراف. واعتقد إيسنر أن الفنون ناجمة عن فهم أعمق للعالم بسبب تفاعلهم - لتعلم حركة الفنون إلى ما بعد تعلم ما هو مكتوب أو مقروء.
وقد أكد كاساندرا بي وايت (Cassandra B. Whyte) على أهمية التجارب الفنية بالنسبة للطلاب لتشجيع عمليات التفكير الإبداعي والمستقل التي قد تكون مهمة في حياة الفرد. وساعدت الفنون الطلاب في حل المشكلات واتخاذ القرارات ومن الممكن تبني هذه التجارب العملية في مواقف الحياة العامة. ودعا وايت إلى تضمن جوانب تعليم الفن في موضع التحكم لتحديد الخبرات الإرشادية لمساعدة طلاب التعليم العالي في تطوير الثقة في قدرتهم على حل مشاكلهم الفريدة في الفصول الدراسية وفي الحياة العملية.
وحاليًا، يصف قانون عدم إهمال أي طفل تعليم الفنون على أنه «أساسي في تعليم كل طفل» ويجب أن يكون ضمن المواد الأساسية. وأكد قانون عدم إهمال أي طفل أيضًا على المساءلة من خلال التقييم (غالبًا ما تأخذ شكل الاختبار الموحد). ففي حين لم يكن هناك أي تقييم موحد تم إقراره في أي من الفنون، فإن الحاجة إلى المساءلة الأكاديمية في الفنون، فضلاً عن غيرها من مجالات المواد الأكاديمية، أدت إلى زيادة البحوث وتأييد تكامل الفنون وأثرها على تعليم الطالب.

## أبحاث وبراهين تكامل الفنون
تُعد القوة الدافعة لتكامل الفنون هي المجموعة المتزايدة من الأبحاث التي تظهر بوضوح كيفية نجاح تجارب المتعلمين عندما يتعلمون لماذا وكيف يمكن استخدام الموسيقى والفنون البصرية والدراما / الرقص والمسرح والفنون الأدبية في كل من الأفكار الصريحة والمفهومة والأفكار والمشاعر. Critical Links, وهي ملخص تنشره شركة تعليم الفنون (شركة تعليم الفنون[وصلة مكسورة])، 62 دراسة تقوم بفحص العلاقة بين تعلم الفنون والتحصيل الأكاديمي والتنمية الاجتماعية للطلاب. بينما تشتمل العناوين الرئيسة على الدراسات التي تستكشف إمكانية استخدام الدراما لزيادة استيعاب الطلاب للقراءة والدراسة التي تدرس العلاقة بين الموسيقى والمفاهيم الرياضية. ولقد نشرت شركة تعليم الفنون أيضًا الفيلم التليفزيوني (ذا ثيرد سبيس The Third Space «الفضاء الثالث»)،  والذي يُعطي لمحة مختصرة عن عشر مدارس للفنون التكاملية في جميع أنحاء الولايات المتحدة.
بينما كانت هناك منظمة أمريكية أخرى أجرت أبحاثًا عن تكامل الفنون وهي شركة فنون شيكاغو في التعليم. (). والتي نشرت عن طريق زملاء لورانس إرلباوم (Lawrence Erlbaum)، عصر النهضة في الفصول الدراسية: تكامل الفنون والتعليم الجاد. حرر هذا الكتاب جيل بورنافورد (Gail Burnaford)، دكتور وفيلسوف وأستاذ سابق في جامعة نورث وسترن (Northwestern University) ويعمل حاليًا أستاذ في جامعة فلوريدا أتلانتيك (Florida Atlantic University)؛ بينما يعمل سينثيا فايس (Cynthia Weiss)، فنان مُعلم وزميل سابق لشركة فنون شيكاغو في التعليم (2000 إلى 2002)؛ وأرنولد أبريل (Arnold Aprill)، مؤسس لشركة فنون شيكاغو في التعليم ومدير إبداعي، يجمع بين مساهمات مائتين اثنين وسبعين شريكًا في شركات تكامل الفنون لشركة فنون شيكاغو في التعليم. وقد شارك جيمس كاترال (James Catterall)، الباحث وأستاذ تعليم الفنون في جامعة كاليفورنيا، لوس أنجلوس لخريجي كلية الدراسات التربوية والمعلوماتية، في منشورات شركة فنون شيكاغو في التعليم.
إضافة إلى التركيز على الممارسات الصفية لتكامل الفنون، تقدم منظمة غير ربحية تعرف بحلول تكامل الفنون (Arts Integration Solutions) (والتي كانت تعرف سابقًا بالعقول المتفتحة من خلال مؤسسة الفنون)  التطور المهني للمعلمين وتخطيط البرامج وتنفيذها للمدارس والمناطق التعليمية. وطورت حلول تكامل الفنون مجموعة من المبادئ التي تُعد أساسًا لتكامل الفنون ودورة تساعد المعلم في تطوير الدروس اليومية في الرياضيات والعلوم والقراءة والكتابة والتي تستخدم الفنون لإشراك الطلاب بشكل كامل. وقد طورت المنظمة برنامج لاستخدام تكامل الفنون في تعليم موضوعات العلوم والتكنولوجيا والهندسة والرياضيات (STEM) ومعرفة القراءة والكتابة.

## وصلات خارجية
- Nonprofit Research Collection on Arts Education Published on IssueLab
- Arts Integration Solutions (formerly Opening Minds through the Arts Foundation) focuses on bringing Arts Integration to schools across the United States
- Education Closet provides lesson plans, strategies, data and techniques for starting and successfully implementing arts integration in each school